# Jeux d'enfants (manga)
Pour les articles homonymes, voir Jeux d'enfants.
Autre
Jeux d'enfants (神さまの言うとおり, Kamisama no Iutoori, littéralement «Comme Dieu vous l'a dit») est un shōnen manga scénarisé par Muneyuki Kaneshiro et dessiné par Akeji Fujimura. Il a été prépublié dans le Bessatsu Shōnen Magazine de l'éditeur Kōdansha et publié en cinq tomes entre juillet 2011 et décembre 2012. La version française a été éditée par Pika entre janvier 2014 et septembre 2014.
Une suite intitulée Kamisama no Iutoori Ni (神さまの言うとおり弐, littéralement «Comme vous l'a dit Dieu 2») est prépubliée dans le Weekly Shōnen Magazine et publiée par Kōdansha en 21 volumes sortis entre avril 2013 et février 2017.

## Synopsis
C’est une journée ordinaire qui commence pour Shun Takahata, dont la vie est si banale qu’il s’est mis à la trouver ennuyeuse. Ce lycéen de 16 ans, plutôt discret, voit son quotidien paisible voler en éclats en même temps que la tête de son prof, en plein milieu du cours ! Lui et ses camarades de classe se retrouvent soudain otages du jeu sanglant mené par une étrange figurine... Il va lui falloir survivre ! Mais cette épreuve est-elle une punition divine, ou un cadeau ?

## Manga

### Jeux d'enfants

#### Liste des volumes
| no | Japonais        | Japonais          | Français         | Français          |
| no | Date de sortie  | ISBN              | Date de sortie   | ISBN              |
| --- | --------------- | ----------------- | ---------------- | ----------------- |
| 1 | 8 juillet 2011  | 978-4-06-384515-0 | 1er janvier 2014 | 978-2-8116-1345-7 |
| Liste des chapitres : - Chapitre 1 : Courage - Chapitre 2 : C'est parti ! - Chapitre 3 : Preuve - Chapitre 4 : Chat gratte ! - Chapitre 5 : Personne ne sait encore  |                 |                   |                  |                   |
| 2 | 9 novembre 2011 | 978-4-06-384575-4 | 5 mars 2014      | 978-2-8116-1389-1 |
| Liste des chapitres : - Chapitre 6 : Kobayashi - Chapitre 7 : Dans lé ténèbres de l'épreuve capitale - Chapitre 8 : Non, ce n'est pas pour ça ! - Chapitre 9 : 7 000 |                 |                   |                  |                   |
| 3 | 9 avril 2012    | 978-4-06-384639-3 | 2 mai 2014       | 978-2-8116-1439-3 |
| Liste des chapitres : - Chapitre 10 : Show time - Chapitre 11 : Ça le fait! - Chapitre 12 : We are the champions! - Chapitre 13 : "U"                                |                 |                   |                  |                   |
| 4 | 9 août 2012     | 978-4-06-384714-7 | 2 juillet 2014   | 978-2-8116-1518-5 |
| Liste des chapitres : - Chapitre 14 : Jusqu'à nos retrouvailles - Chapitre 15 : Kamimaro Kaminokoji - Chapitre 16 : Liberté suprême - Chapitre 17 : Coming out       |                 |                   |                  |                   |
| 5 | 7 décembre 2012 | 978-4-06-384792-5 | 3 septembre 2014 | 978-2-8116-1564-2 |
| Liste des chapitres : - Chapitre 18 : Moi, quand je veux, je peux - Chapitre 19 : Désespoir - Chapitre 20 : Attention aux chocs - Chapitre 21 : Le vol d'Icare       |                 |                   |                  |                   |

### Jeux d'enfants 2

#### Liste des volumes
| no | Japonais          | Japonais          |
| no | Date de sortie    | ISBN              |
| -- | ----------------- | ----------------- |
| 1  | 17 avril 2013     | 978-4-06-384853-3 |
| 2  | 17 juin 2013      | 978-4-06-384885-4 |
| 3  | 16 août 2013      | 978-4-06-394919-3 |
| 4  | 17 octobre 2013   | 978-4-06-394949-0 |
| 5  | 17 janvier 2014   | 978-4-06-394997-1 |
| 6  | 17 mars 2014      | 978-4-06-395032-8 |
| 7  | 17 juin 2014      | 978-4-06-395108-0 |
| 8  | 17 septembre 2014 | 978-4-06-395163-9 |
| 9  | 17 novembre 2014  | 978-4-06-395246-9 |
| 10 | 16 janvier 2015   | 978-4-06-395292-6 |
| 11 | 17 mars 2015      | 978-4-06-395350-3 |
| 12 | 17 juin 2015      | 978-4-06-395419-7 |
| 13 | 17 août 2015      | 978-4-06-395464-7 |
| 14 | 16 octobre 2015   | 978-4-06-395518-7 |
| 15 | 17 décembre 2015  | 978-4-06-395562-0 |
| 16 | 17 février 2016   | 978-4-06-395601-6 |
| 17 | 17 mai 2016       | 978-4-06-395673-3 |
| 18 | 17 août 2016      | 978-4-06-395731-0 |
| 19 | 17 octobre 2016   | 978-4-06-395781-5 |
| 20 | 16 décembre 2016  | 978-4-06-395827-0 |
| 21 | 17 février 2017   | 978-4-06-395871-3 |

## Adaptation cinématographique
Une adaptation live réalisée par Takashi Miike et scénarisée par Hiroyuki Yatsu, Kamisama no Iutoori, est sortie au Japon en novembre 2014.

### Édition japonaise
Kōdansha

Jeux d'enfants
1. 1 2  (ja) « Tome 1 ».
2. 1 2  (ja) « Tome 2 ».
3. 1 2  (ja) « Tome 3 ».
4. 1 2  (ja) « Tome 4 ».
5. 1 2  (ja) « Tome 5 ».

Jeux d'enfants 2
1. 1 2  (ja) « Tome 1 ».
2. 1 2  (ja) « Tome 2 ».
3. 1 2  (ja) « Tome 3 ».
4. 1 2  (ja) « Tome 4 ».
5. 1 2  (ja) « Tome 5 ».
6. 1 2  (ja) « Tome 6 ».
7. 1 2  (ja) « Tome 7 ».
8. 1 2  (ja) « Tome 8 ».
9. 1 2  (ja) « Tome 9 ».
10. 1 2  (ja) « Tome 10 ».
11. 1 2  (ja) « Tome 11 ».
12. 1 2  (ja) « Tome 12 ».
13. 1 2  (ja) « Tome 13 ».
14. 1 2  (ja) « Tome 14 ».
15. 1 2  (ja) « Tome 15 ».
16. 1 2  (ja) « Tome 16 ».
17. 1 2  (ja) « Tome 17 ».
18. 1 2  (ja) « Tome 18 ».
19. 1 2  (ja) « Tome 19 ».
20. 1 2  (ja) « Tome 20 ».
21. 1 2  (ja) « Tome 21 ».

### Édition française
Pika

Jeux d'enfants
1. 1 2  « Tome 1 ».
2. 1 2  « Tome 2 »(Archive.org • Wikiwix • Archive.is • Google • Que faire ?).
3. 1 2  « Tome 3 »(Archive.org • Wikiwix • Archive.is • Google • Que faire ?).
4. 1 2  « Tome 4 ».
5. 1 2  « Tome 5 ».